# Vajiravudh

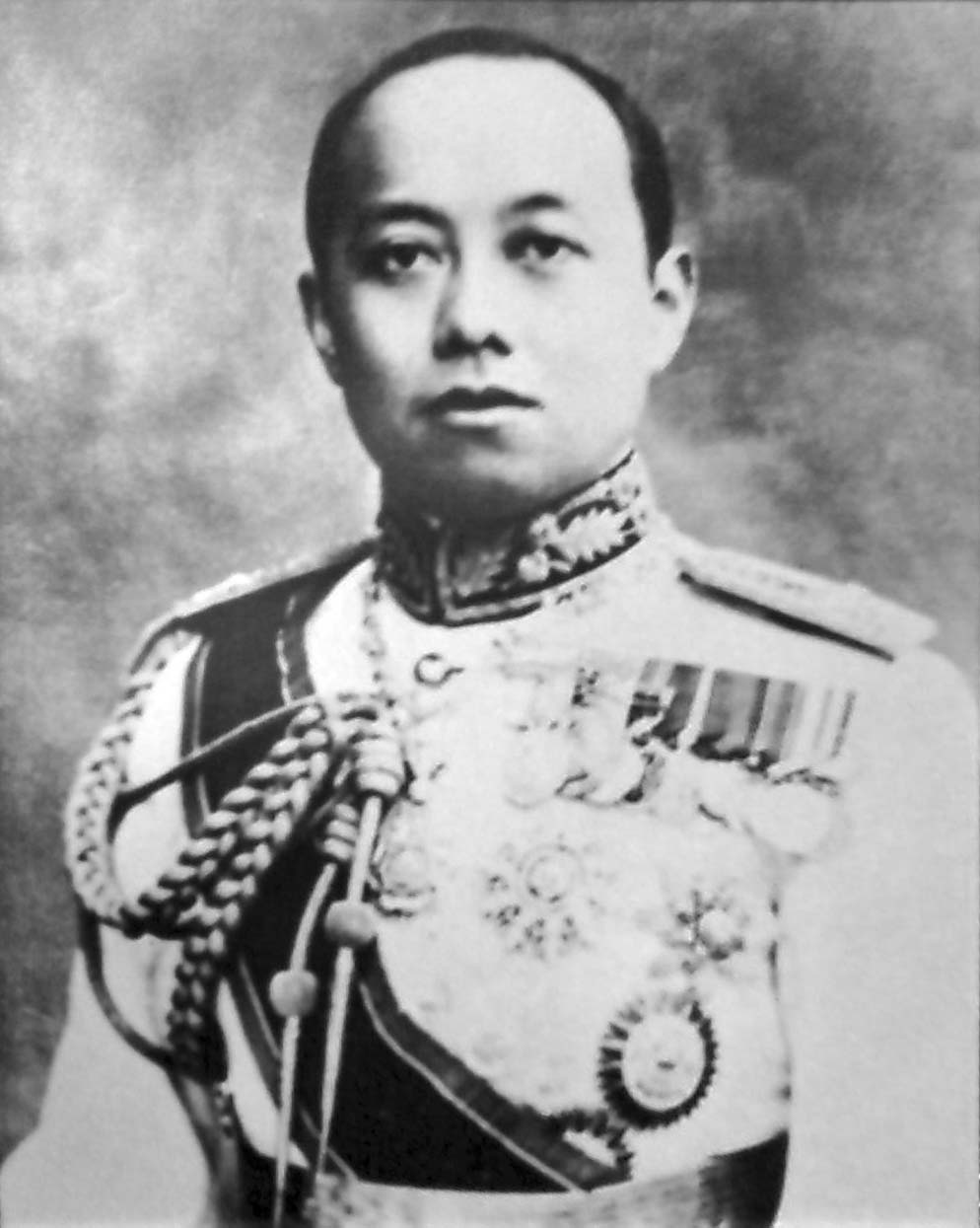
König Rama VI. (Vajiravudh)

König Vajiravudh (RTGS: Watchirawut; Aussprache: [wáʔt͡ɕʰíʔraːwút]; Rama VI.; voller Thronname Phra Bat Somdet Phra Poramentharamaha Vajiravudh Phra Mongkut Klao Chao Yu Hua, Thai: พระบาทสมเด็จพระปรเมนทรมหาวชิราวุธฯ พระมงกุฎเกล้าเจ้าอยู่หัว, Aussprache: [pʰráʔ moŋkùt klâw]; * 1. Januar 1881 in Bangkok; † 25. November 1925 ebenda) war vom 23. Oktober 1910 bis 1925 König von Siam (heutiges Thailand). Er trieb wesentlich die Entwicklung Siams zum Nationalstaat und die Herausbildung eines thailändischen Nationalbewusstseins voran. Er betätigte sich außerdem als Autor und Übersetzer von Dramen, Kurzgeschichten, Gedichten, Essays und Sachtexten.

## Jugend und Ausbildung

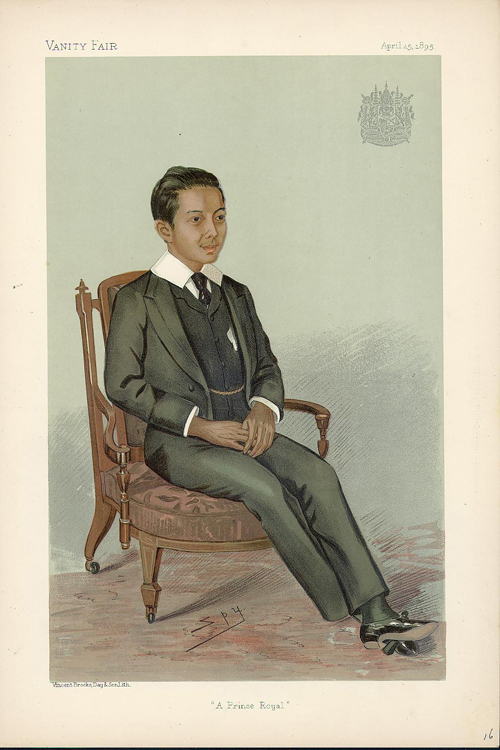
Stilisierte Darstellung Prinz Vajiravudhs im Magazin Vanity Fair, 1895

Vajiravudh war der älteste Sohn von König Chulalongkorn (Rama V.) mit Saovabha Phongsri, einer seiner vier Hauptfrauen. Er erlernte die thailändische Sprache bei Chaophraya Phra Sadet Surentrathibodi. Daneben wurde er im Königspalast auch in englischer Sprache unterrichtet. Im Alter von acht Jahren verlieh ihm sein Vater den Titel Prinz Krommakhun Thepthawarawadi (oder Debdvaravati). Mit dreizehn Jahren wurde er 1891 in die englische Militärakademie Sandhurst eingeschrieben, wo er Offizier der Durham Light Infantry wurde. 1894 starb sein älterer Halbbruder Kronprinz Vajirunhis und Vajiravudh wurde neuer Kronprinz. Anschließend studierte er an der Christ Church, Universität Oxford, Geschichte und Jura. Während dieser Zeit verfasste er eine Arbeit über den polnischen Erbfolgekrieg, doch blieb er der Abschlussfeier wegen einer Blinddarmentzündung fern. 1902 kehrte er nach Siam zurück. Er wurde Generalinspekteur der Armee und Kommandeur der Leibgarde seines Vaters. Als sich Chulalongkorn 1907 auf eine ausgedehnte Europareise begab, fungierte Vajiravudh als Regent.

## König

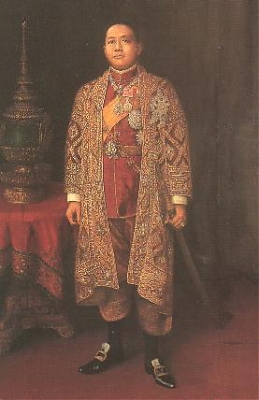
Offizielles Porträt Ramas VI. im Großen Palast

Vajiravudh folgte seinem Vater am 23. Oktober 1910 auf den Thron. Der junge König führte die Modernisierungsmaßnahmen von Chulalongkorn weiter. Zunächst gründete er das Vajiravudh-Internat (thailändisch วชิราวุธวิทยาลัย), das der Ausbildung von Pagen diente und sich an Eliteeinrichtungen wie das Eton College anlehnte. 1911 etablierte der König die Pfadfinder, die bis heute eine wichtige Einrichtung in Thailand sind.
Die Krönung am 11. November 1911 war ein international besuchtes Ereignis in Siam, das erste in dieser Form in der Geschichte des Landes. Besucher kamen unter anderem aus dem Deutschen Reich und aus Japan.

### Palastrevolte 1912
Man erwartete von Vajiravudh die Ausarbeitung einer Verfassung für Siam, die allerdings trotz mancher Ankündigung nicht kam. Nachdem der Kaiserthron in China durch den Wuchang-Aufstand 1911 ins Wanken geraten war, hielt es auch Unzufriedene in Siam nicht mehr. Anlass war die Verstimmung mancher Angehöriger der Armee über ungerechte Strafen des seinerzeitigen Kronprinzen Vajiravudh sowie dessen Aufstellung einer Privatarmee, der Wilden Tiger.

### Innenpolitische und kulturelle Reformen
Nach einem Ausbruch der Pocken 1912 ordnete Vajiravudh verpflichtende und kostenlose Impfungen an und stärkte die thailändische Rotkreuz-Gesellschaft. 1913 führte der König die bis dahin in Siam unbekannten Familiennamen ein. Familien von Aristokraten und höheren Beamten verlieh Vajiravudh selbst einen Namen, die übrigen Untertanen mussten sich einen aussuchen. Gleichzeitig entwickelte er einen ersten Standard für die Umschrift der thailändischen Schrift in das lateinische Alphabet.
Die wachsende Komplexität der Gesellschaft und des Arbeitslebens verlangte nach viel mehr qualifiziertem Personal, als Siam es aufbringen konnte. Deshalb setzte Vajiravudh nicht nur die Stipendiaten-Ausbildung hervorragender Schüler in Europa und in den USA fort, sondern sorgte auch für die Verbesserung des innerstaatlichen Bildungssystems, indem er die allgemeine Schulpflicht von mindestens vier Jahren einführte. Dazu mussten die Begabten angehalten werden, da die Bevölkerung doch eher das Heil von der Machtelite her erwartete und nicht von vorneherein motiviert war, am Staatsleben direkt teilzunehmen. Im Jahre 1917 gründete er als erste Universität des Landes die nach seinem Vater benannte Chulalongkorn-Universität in Bangkok. Vier Jahre später erließ er das Gesetz über die verpflichtende Grundschulbildung, das Jungen und Mädchen zwischen 7 und 14 Jahren zum Schulbesuch verpflichte. Es wurde zunächst aber nur in einem Teil des Königreichs umgesetzt.
1921 erließ er ein Gesetz zur Gleichstellung von Mann und Frau. Dass Frauen den Männern nicht auf gleicher Augenhöhe begegnen durften, keinen Zugang zu Bildung hatten und von ihren polygamen Männern oftmals mit Missachtung behandelt wurden, war in Vajiravudhs Augen ein schweres Hindernis für Siams Entwicklung zu einer zivilisierten Nation. Vajiravudh versuchte aber auch, das äußere Erscheinungsbild der siamesischen Frau zu verändern. So regte er sie zum Tragen von Langhaarfrisuren nach europäischem Vorbild an, nachdem sich ausländische Besucher über die vermeintlich unweiblichen, kurzhaarigen Siamesinnen mokiert hatten. Statt des von beiden Geschlechtern getragenen, einer weiten Hose ähnelnden chong kraben sollten sie zudem lieber das rockähnliche pha sin tragen, sowie das Kauen von Betel, das zu dunklen Verfärbungen der Zähne und des Munds führt, unterlassen.
Vajiravudh setzte viele ungewöhnliche Methoden ein, um die Bevölkerung auf die veränderte Lebenssituation vorzubereiten: Texte, Bühnenstücke und Musikwerke aus seiner Feder wurden verbreitet, zum Beispiel die Komposition „Schlamm auf den Rädern“, die zeigen sollte, wie schwer es ist, die Karre in die richtige Richtung zu bewegen, wenn keiner richtig mitmacht.

### Nationalbewusstsein

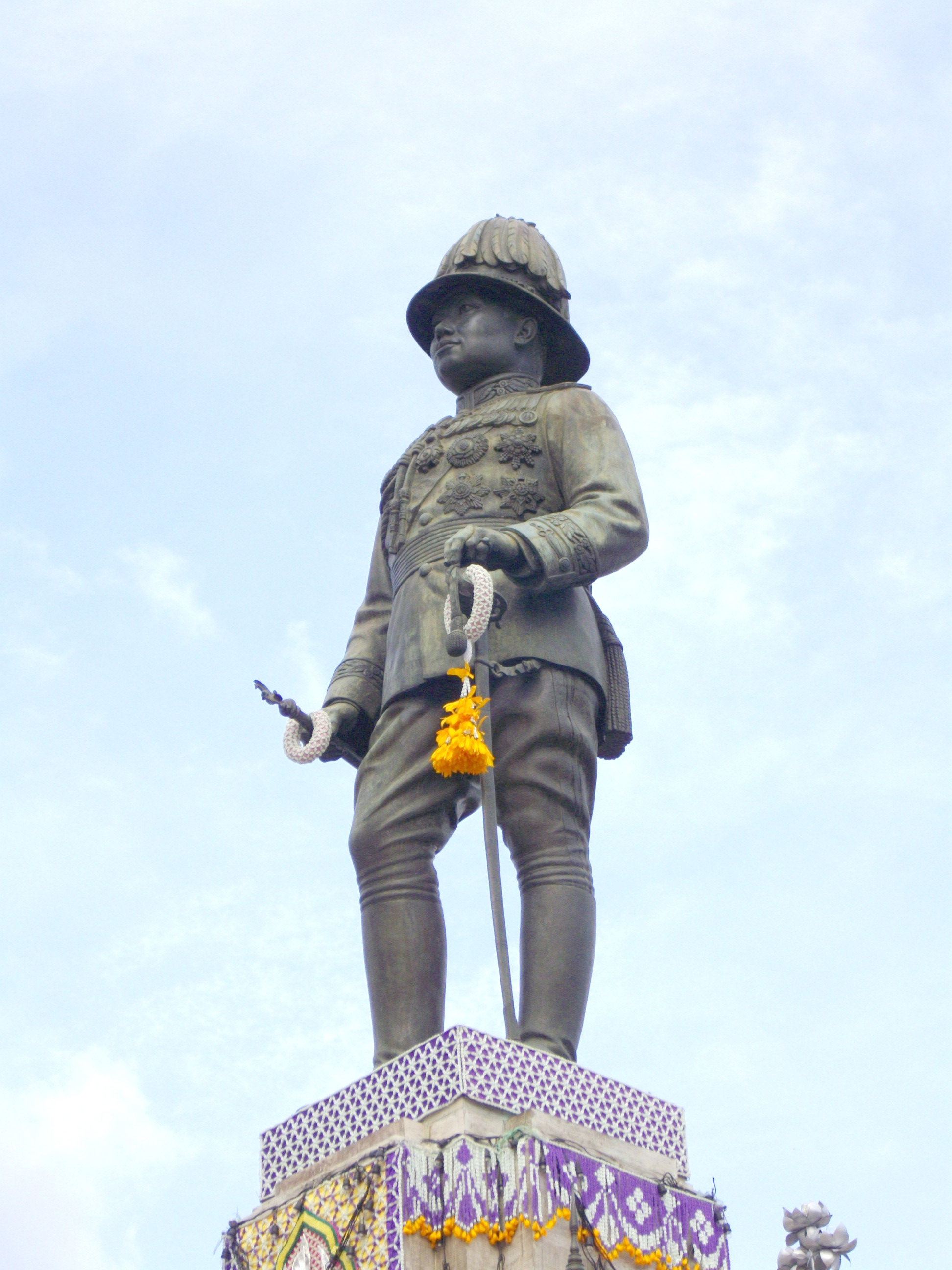
Statue König Ramas VI. vor dem Eingang zum Lumphini-Park, Bangkok

Vajiravudh trieb stark das Entstehen eines Thai-Nationalbewusstseins voran. Die verschiedenen in Siam lebenden Tai-Stämme sollten nach seiner Vorstellung zu einer einzigen Nation verschmolzen werden (Thaiisierung). Die seit der zweiten Hälfte des 19. Jahrhunderts massenhaft nach Siam eingewanderten Chinesen grenzte er dagegen aus und beschrieb sie als minderwertig. Mit Bezug auf den europäischen Antisemitismus bezeichnete er sie 1914 in einem sinophoben Traktat als „Juden des Ostens“. Vajiravudh prägte den Dreiklang von „Nation, Religion, König“, der bis heute inoffizielles Staatsmotto Thailands ist. In diesem Sinne führte er auch tägliche Gebete an Schulen und in Regierungseinrichtungen ein. Er war es auch, der den Neologismus khwam-pen-thai (das „Thai-sein“ oder „Thai-tum“) einbrachte. Das Wort ‚Thai‘ führte er auf das gleichlautende Wort für ‚frei‘ zurück, die Thai seien also das „Volk der Freien“.
Die Zugehörigkeit zur Thai-Nation (chat Thai, auch dies ein von Vajiravudh entwickelter Neologismus), war für ihn rassisch bestimmt. Sie könne nicht durch Wohnsitz oder Geburt in Siam oder Einbürgerung erworben werden. Vom Nationalbewusstsein der Briten, das er während seines Studiums wahrgenommen hatte, beeindruckt, glaubte er an einen „nationalen Geist“, der allen Thai eigen sei. Zu diesem gehörten Wertschätzung der eigenen Sprache, Geschichte, Kunst, der buddhistischen Religion, Liebe zum König und Kampfesmut. Die nationalistische Ideologie Vajiravudhs stellte die mentale Untermauerung der durch die radikalen Verwaltungsreformen seines Vaters begonnenen neuen Ordnung Siams als Territorialstaat mit festen Grenzen dar. Siam war nun als ein bestimmtes Territorium mit einer nationalen Identität definiert und nicht mehr, wie nach dem traditionellen südostasiatischen Modell der räumlich-politischen Geographie, von kosmologischen Vorstellungen und persönlichen Beziehungen und Bindungen.
Demokratie oder auch nur eine konstitutionelle Monarchie lehnte Vajiravudh ab. Die absolute Monarchie sei die hergebrachte und zugleich die passendste Staatsform für Siam. Demokratie berge immer auch die Gefahr der Korruption. Scharf ablehnend äußerte sich der König auch zum aufkommenden Sozialismus. Dieser sei nur von Neid motiviert.
In seiner Modellstadt Dusit Thani, gebaut im Maßstab 1:12 auf dem Gelände des Phaya-Thai-Palasts, praktizierte Vajiravudh durchaus Demokratie – allerdings nur im Spiel. Daran durften seine Freunde und ausgewählte Höflinge teilnehmen. Es gab eine Verfassung, Bürgermeisterwahlen, zwei politische Parteien – erkennbar an blauen und roten Bändern – und zwei Zeitungen. Teilweise wird das Projekt als Versuch zur Vorbereitung der Einführung einer konstitutionellen oder gar demokratischen Regierungsform in Siam gedeutet. Andere Autoren schreiben es allein der Vorliebe des Königs für aufwändige Miniaturwelten zu und diagnostizieren bei ihm eine Art „Peter-Pan-Syndrom“.

### Erster Weltkrieg aus der Sicht Siams
In der Außenpolitik näherte sich Siam Europa an. Im Ersten Weltkrieg unterstützte Vajiravudh gegen einigen Widerstand in der Herrscherfamilie die Entente mit 2.000 Elitesoldaten, die allerdings so spät in Europa ankamen, dass sie nicht mehr in die Kampfhandlungen eingreifen konnten. Sie nahmen jedoch an Siegerparaden in Paris, Brüssel und anderen Städten teil und wurden auch bei der Rückkehr in Bangkok als Helden mit großem Pomp und Siegesparaden gefeiert. Durch Unfälle und Krankheiten waren allerdings 19 Soldaten auf der Expedition umgekommen, denen in Bangkok nördlich des Sanam Luang vor dem Nationalmuseums ein Denkmal gesetzt wurde, das „Expeditionary Force Monument“. Gegen Ende seiner Amtszeit, am 11. November 1924, sah er sich mit einem Staatsstreich konfrontiert, der allerdings folgenlos blieb. Alle Putschisten wurden vom König begnadigt.

### Familiäres
Für fast zehn Jahre blieb Vajiravudh als König unverheiratet. 1920 traf er Prinzessin Wanwimon in seinem Phaya-Thai-Palast anlässlich einer Theateraufführung und war von ihr beeindruckt. Er machte sie zu Prinzessin Vallabha Devi und verlobte sich mit ihr. Das Verlöbnis wurde vier Monate später wegen „Unvereinbarkeit ihrer Temperamente“ wieder aufgelöst. Stattdessen verlobte er sich mit ihrer Schwester, Prinzessin Lakshami Lavan, die er im August 1922 heiratete und zu seiner Hauptfrau machte. Da sie jedoch kinderlos blieb, wurde sie nicht zur Königin erhoben.
Obwohl sich Vajiravudh früher zur Monogamie bekannt hatte, nahm er 1921 Prueng Sucharitkul, Tochter des Chaophraya Sutham Montri, zu seiner Nebenfrau und erhob sie zur Phra Sucharit Suda. Anschließend heiratete er auch deren Schwester, Prabai Sucharitkul, die er mit dem Titel Phra Indrasakdi Sachi versah. Als diese 1922 schwanger wurde, erhob Vajiravudh sie zur Königin. Sie erlitt allerdings mehrere Fehlgeburten und verlor den Status der Königin 1925 wieder. Vajiravudhs vierte Heirat war 1924 mit Krueakaeo Aphaiwong, Tochter des Phraya Aphaiphubet, die als Prinzessin den Namen Suvadhana annahm und 1925, als sie im achten Monat schwanger war, zur Königin erhoben wurde. Ihre Tochter Bejaratana Rajasuda (1925–2011) wurde erst zwei Stunden vor Vajiravudhs Tod geboren.

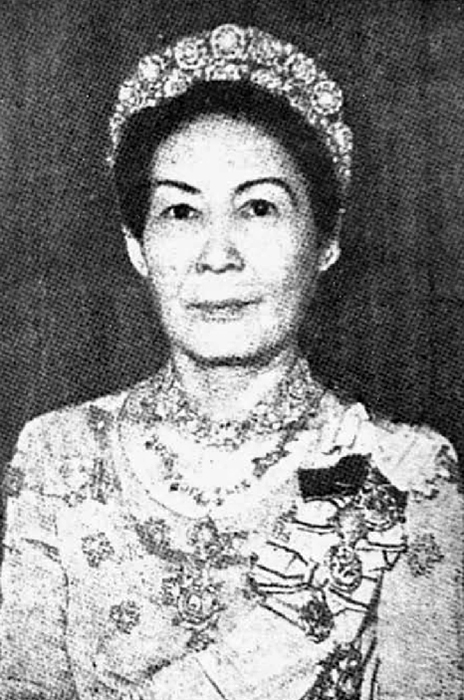
Prinzessin-Gemahlin Lakshami Lavan
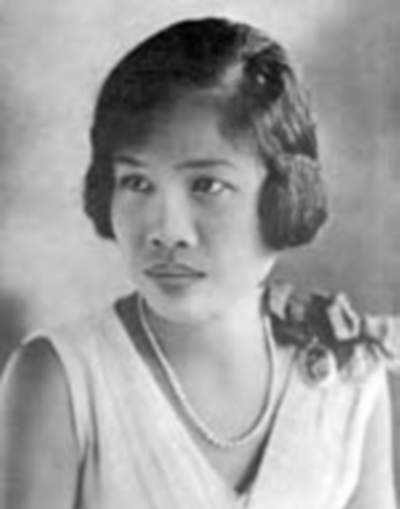
Phra Sucharit Suda
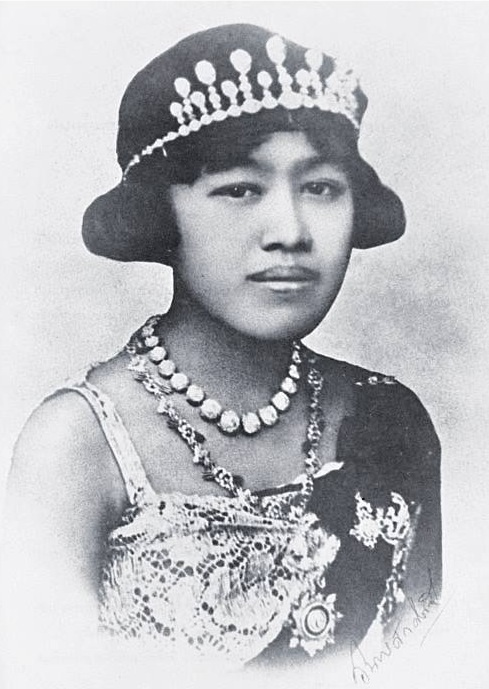
Prinzessin (1922–25: Königin) Indrasakdi Sachi
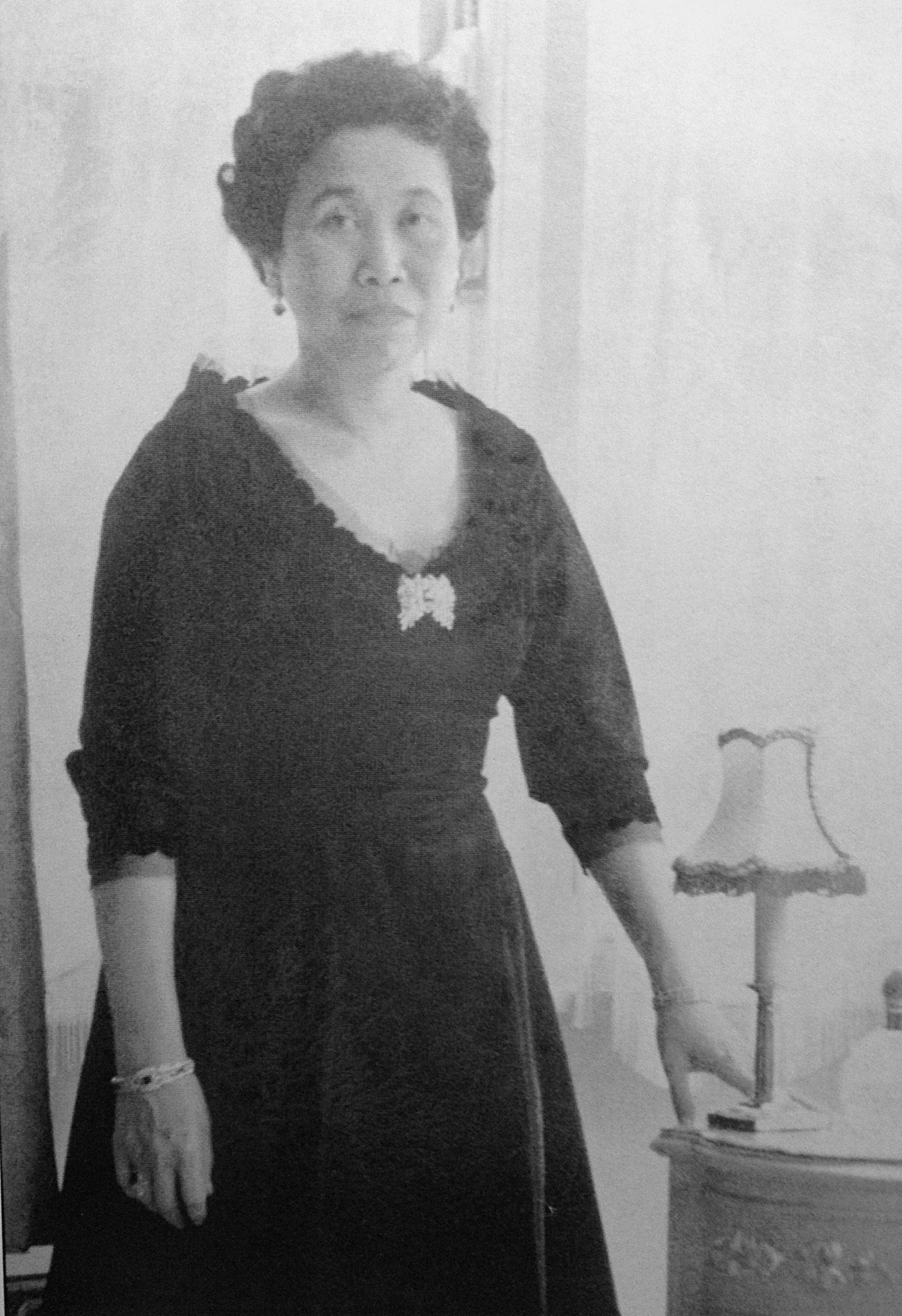
Prinzessin (ab 1925: Königin) Suvadhana

### Erbfolgeregelung
1924 erließ Vajiravudh eine Erbfolgeregelung, die bis heute für die Chakri-Dynastie Geltung behalten hat. Danach haben nur Söhne und Enkelsöhne des Herrschers das Recht auf Thronfolge. Im Falle, dass keine Söhne vorhanden sind, wird der Thron an den ältesten Vollbruder des verstorbenen Königs vergeben (Bruder, der dieselbe Mutter hat). Söhne von ausländischen Müttern sind dabei ausgeschlossen.

## Tod und Nachwirkung
Vajiravudh starb nach einer Krankheit am 25. November 1925 in Bangkok. Als Nachfolger wurde sein Bruder Prajadhipok (Rama VII.) ernannt, der als Phra Bat Somdet Phra Phokklao Chaoyuhua den Thron bestieg. Die Statue von Vajiravudh vor dem Lumphini-Park wurde am 27. März 1942 enthüllt. Der Standort wurde gewählt, weil der Park vom König geschaffen worden war.